# جان أوقستي روس
جان أوقستي روس هو سياسي كندي، ولد في 6 سبتمبر 1851 في ريموسكي في كندا، وتوفي في 3 فبراير 1920. حزبياً، نشط في الحزب الليبرالي الكندي. وقد انتخب عضو مجلس العموم الكندي.